# Associazione Sportiva Acireale 1972-1973
Questa voce raccoglie le informazioni riguardanti l'Associazione Sportiva Acireale nelle competizioni ufficiali della stagione 1972-1973.

## Rosa
| N. |                   | Ruolo | Calciatore        |
| -- | ----------------- | ----- | ----------------- |
|    | Italia (bandiera) | D     | Angelo Misani     |
|    | Italia (bandiera) | C     | Luciano Antonini  |
|    | Italia (bandiera) | A     | Angiolino Stoppa  |
|    | Italia (bandiera) | C     | Francesco Tirrito |
|    | Italia (bandiera) | A     | Gennaro Guida     |
|    | Italia (bandiera) | P     | Giuseppe Ridolfi  |
|    | Italia (bandiera) | D     | Ernesto Gallo     |
|    | Italia (bandiera) | C     | Roberto Manini    |
|    | Italia (bandiera) | C     | Antonino Fatta    |

| N. |                   | Ruolo | Calciatore        |
| -- | ----------------- | ----- | ----------------- |
|    | Italia (bandiera) | D     | Venerando Rizza   |
|    | Italia (bandiera) | A     | Tiziano Frieri    |
|    | Italia (bandiera) | D     | Antonio Ceccarini |
|    | Italia (bandiera) | A     | Raimondo Alduina  |
|    | Italia (bandiera) | A     | Ciro Femiano      |
|    | Italia (bandiera) | D     | Rosario Todaro    |
|    | Italia (bandiera) | P     | Mario Andronico   |
|    | Italia (bandiera) |       | Stassi            |
|    | Italia (bandiera) | A     | Enzo Bulgarelli   |

## Risultati

### Serie C 1972-1973 Girone C

#### Girone di andata
| Arbitro: | Grillenzoni (Finale Emilia) |

|              |           |          |
| Guida Frieri | Marcatori | Chimenti |

| 24 set 1972 2ª giornata | Pro Vasto             | 0 – 0 | Acireale | \| Arbitro: \| Marti (Finale Emilia) \| |
| Arbitro:                | Marti (Finale Emilia) |       |          |                                         |

| Arbitro: | Lapi (Firenze) |

|               |           |  |
| Fatta Alduina | Marcatori |  |

| Arbitro: | Sausi (Lecce) |

|                         |           |                               |
| Padulo ?’ (rig.)Polizzo | Marcatori | De Francisci ?’ (aut.) Frieri |

| Arbitro: | Iseppi (San Donà di Piave) |

|        |           |  |
| Misani | Marcatori |  |

| Arbitro: | Levrero (Genova) |

|              |           |        |
| Pierbattista | Marcatori | Frieri |

| Arbitro: | Baldoni (Ancona) |

|                             |           |  |
| Frieri Stoppa Molfese aut.’ | Marcatori |  |

| Arbitro: | Menicucci (Firenze) |

|        |           |  |
| Stoppa | Marcatori |  |

| Arbitro: | Governa (Alessandria) |

|             |           |  |
| Pescosolido | Marcatori |  |

| Arbitro: | Terpin (Trieste) |

|       |           |  |
| Guida | Marcatori |  |

| Arbitro: | Lattanzi (Macerata) |

|        |           |  |
| Manini | Marcatori |  |

| Arbitro: | Martinelli (Catanzaro) |

|                |           |  |
| Tirrito Frieri | Marcatori |  |

| Arbitro: | Prati (Parma) |

|                |           |        |
| Stoppa Tirrito | Marcatori | Nobili |

| Arbitro: | Lanzetti (Viterbo) |

|         |           |            |
| Femiano | Marcatori | Montenegro |

| Arbitro: | Pesciarelli (Roma) |

|        |           |                  |
| Frieri | Marcatori | Roccotelli Rossi |

| Salerno 7 gen. 1973 16ª giornata | Salernitana               | 0 – 0 | Acireale | Stadio Donato Vestuti\| Arbitro: \| Turiano (Reggio Calabria) \| |
| Arbitro:                         | Turiano (Reggio Calabria) |       |          |                                                                  |

| Arbitro: | Ciulli (Roma) |

|                |           |  |
| Manini Alduina | Marcatori |  |

| [[Cassino]] 21 gen 1973 18ª giornata | Frosinone                    | 0 – 0 | Acireale | \| Arbitro: \| Agnolin (Bassano del Grappa) \| |
| Arbitro:                             | Agnolin (Bassano del Grappa) |       |          |                                                |

| 28 gen 1973 19ª giornata | Cosenza           | 0 – 0 | Acireale | \| Arbitro: \| Barbone (Firenze) \| |
| Arbitro:                 | Barbone (Firenze) |       |          |                                     |

#### Girone di ritorno
| 4 feb 1973 1ª giornata | Matera              | 0 – 0 | Acireale | \| Arbitro: \| Vannucchi (Bologna) \| |
| Arbitro:               | Vannucchi (Bologna) |       |          |                                       |

| Arbitro: | Lattanzi (Macerata) |

|               |           |            |
| Gallo Alduina | Marcatori | Lo Vecchio |

| 18 feb. 1973 3ª giornata | Chieti           | 0 – 0 | Acireale | \| Arbitro: \| Grassi (Saronno) \| |
| Arbitro:                 | Grassi (Saronno) |       |          |                                    |

| Arbitro: | Mascia (Milano) |

|  |           |                   |
|  | Marcatori | aut.’Misani Bozzi |

| Arbitro: | Prati (Parma) |

|            |           |       |
| Lupi Sorge | Marcatori | Fatta |

| 18 mar 1973 6ª giornata | Acireale          | 0 – 0 | Juventus Stabia | \| Arbitro: \| Freschi (Pescara) \| |
| Arbitro:                | Freschi (Pescara) |       |                 |                                     |

| 25 mar 1973 7ª giornata | Potenza        | 0 – 0 | Acireale | \| Arbitro: \| Lapas (Torino) \| |
| Arbitro:                | Lapas (Torino) |       |          |                                  |

| Arbitro: | Lupi (Genova) |

|         |           |  |
| Ferrari | Marcatori |  |

| Arbitro: | Artico (Padova) |

|        |           |                     |
| Frieri | Marcatori | Sancanelli Arbitrio |

| Arbitro: | Busilacchi (Palermo) |

|  |           |            |
|  | Marcatori | aut’Crippa |

| Arbitro: | Soncini (Bologna) |

|       |           |                   |
| Guida | Marcatori | Pietro Pittofrati |

| Arbitro: | Baciucchi (Roma) |

|                |           |  |
| Fazzi Graziani | Marcatori |  |

| Arbitro: | Borbone (Firenze) |

|                  |           |  |
| Nobili Bongiorni | Marcatori |  |

| Arbitro: | Celli (Trieste) |

|           |           |  |
| Ceccarini | Marcatori |  |

| Arbitro: | Terpin (Trieste) |

|                     |           |                |
| Lobascio Roccotelli | Marcatori | Tirrito Frieri |

| Arbitro: | Grillenzoni (Finale Emilia) |

|            |           |              |
| Stoppa 90’ | Marcatori | 59’ Santucci |

| Arbitro: | Borghese (Forlì) |

|       |           |  |
| Bozza | Marcatori |  |

| Arbitro: | Cristi (Livorno) |

|         |           |  |
| Femiano | Marcatori |  |

| Arbitro: | Zanchetti (treviso) |

|              |           |  |
| Guida Frieri | Marcatori |  |

### Coppa Italia Semiprofessionisti

#### Girone -V- eliminatorio
| Arbitro: | Saporito (Torre Annunziata) |

|                  |           |  |
| Guida Bulgarelli | Marcatori |  |

| Arbitro: | Martinelli (Catanzaro) |

|        |           |  |
| Frieri | Marcatori |  |

| 30 agosto 1972 3ª giornata | Siracusa           | 0 – 0 | Acireale | \| Arbitro: \| Migliore (Salerno) \| |
| Arbitro:                   | Migliore (Salerno) |       |          |                                      |

| Arbitro: | Frasso (Caserta) |

|      |           |  |
| Fagà | Marcatori |  |

| Arbitro: | Casabari (Napoli) |

|       |           |  |
| Guida | Marcatori |  |

| Arbitro: | Laurentio (Padova) |

|        |           |  |
| Stoppa | Marcatori |  |

| Squadra  | P.ti | G |                                 |
| -------- | ---- | - | ------------------------------- |
| Acireale | 9    | 6 | Qualificata al turno successivo |
| Marsala  | 7    | 6 |                                 |
| Siracusa | 6    | 6 |                                 |
| Trapani  | 2    | 6 |                                 |

#### Ottavi di finale
| Arbitro: | Esposito (Torre Annunziata) |

|                               |           |  |
| De Carolis Codognato Peressin | Marcatori |  |

| Arbitro: | Lausò (Lecce) |

|         |           |  |
| Tirrito | Marcatori |  |